# Mount Emily
Mount Emily ist ein 3048 m hoher Berg in der antarktischen Ross Dependency. Er ragt als Felsspitze 3 km nördlich des Mount Cecily in den Grosvenor Mountains des Transantarktischen Gebirges auf. 
Der Berg wurde während der Nimrod-Expedition (1907–1909) unter der Leitung des britischen Polarforschers Ernest Shackleton entdeckt, jedoch zunächst irrtümlich der Dominion Range zugeordnet. Von dieser trennt Mount Emily der Mill-Gletscher. Shackleton benannte den Berg nach seiner Ehefrau Emily Dawson-Lambton Shackleton (1868–1936).